# Hisonotus pachysarkos
Hisonotus pachysarkos es una pequeña especie de pez loricárido de agua dulce que integra el género Hisonotus. Este siluriforme habita en aguas templado-cálidas del centro-este de América del Sur.

## Taxonomía
Esta especie fue descrita originalmente en el año 2016 por los ictiólogos brasileños Cláudio H. Zawadzki, Fábio F. Roxo y Weferson J. da Graça, con el mismo nombre científico.
Etimología
Etimológicamente el término genérico Hisonotus se construye con palabras en el idioma griego, en donde: isos significa ‘igual’ y noton es ‘espalda’ o ‘dorso’.

## Características
Hisonotus pachysarkos puede distinguirse de otras especies del género Hisonotus por los siguientes caracteres: el abdomen está completamente desnudo; los machos son de gran longitud (alrededor de 35 mm) y presentan la superficie ventral de la cabeza y el abdomen hinchadas; la ausencia de una banda libre de odontodes en el borde anterior del hocico;  la ausencia de un conspicuo penacho o de alargados odontodes sobre la punta posterior del parieto-supraoccipital; los machos poseen el radio de la aleta pectoral no ramificado más corto —no llega a la mitad del radio no ramificado de la aleta pélvica—; la ausencia de manchas geométricas oscuras bien contrastadas en la región anterodorsal del cuerpo y los dientes con punta de color amarillento.

## Distribución y hábitat
Esta especie se encuentra del centro-este de América del Sur, específicamente en cursos fluviales de aguas subtropicales del estado de Paraná, en el sudeste del Brasil. Habita en la vegetación acuática sumergida o ribereña. Está ampliamente distribuida en las partes medias y altas de la cuenca del río Ivaí, un afluente de la sección superior de la cuenca del río Paraná, perteneciente a la cuenca del Plata.
Ecorregionalmente es un endemismo de la ecorregión de agua dulce Paraná superior.